# Abe Takumi
Abe Takumi (阿部 巧, sinh ngày 26 tháng 5 năm 1991) là một cầu thủ bóng đá người Nhật Bản thi đấu cho Thespakusatsu Gunma.

## Thống kê câu lạc bộ
Cập nhật đến ngày 23 tháng 2 năm 2018.
| Thành tích câu lạc bộ | Thành tích câu lạc bộ | Thành tích câu lạc bộ | Giải vô địch | Giải vô địch | Cúp                   | Cúp                   | Cúp Liên đoàn | Cúp Liên đoàn | Tổng cộng | Tổng cộng |
| Mùa giải              | Câu lạc bộ            | Giải vô địch          | Số trận      | Bàn thắng    | Số trận               | Bàn thắng             | Số trận       | Bàn thắng     | Số trận   | Bàn thắng |
| Nhật Bản              | Nhật Bản              | Nhật Bản              | Giải vô địch | Giải vô địch | Cúp Hoàng đế Nhật Bản | Cúp Hoàng đế Nhật Bản | J. League Cup | J. League Cup | Tổng cộng | Tổng cộng |
| --------------------- | --------------------- | --------------------- | ------------ | ------------ | --------------------- | --------------------- | ------------- | ------------- | --------- | --------- |
| 2010                  | FC Tokyo              | J1 League             | 0            | 0            | 0                     | 0                     | 0             | 0             | 0         | 0         |
| 2010                  | Yokohama FC           | J2 League             | 16           | 1            | 1                     | 0                     | -             | -             | 17        | 1         |
| 2011                  | FC Tokyo              | J2 League             | 8            | 0            | 0                     | 0                     | -             | -             | 8         | 0         |
| 2012                  | Yokohama FC           | J2 League             | 39           | 1            | 0                     | 0                     | -             | -             | 40        | 1         |
| 2013                  | Matsumoto Yamaga      | J2 League             | 9            | 0            | 2                     | 0                     | -             | -             | 11        | 0         |
| 2014                  | Avispa Fukuoka        | J2 League             | 34           | 0            | 1                     | 0                     | -             | -             | 35        | 0         |
| 2015                  | Avispa Fukuoka        | J2 League             | 21           | 1            | 2                     | 0                     | -             | -             | 23        | 1         |
| 2016                  | Avispa Fukuoka        | J1 League             | 1            | 0            | 2                     | 0                     | 3             | 0             | 6         | 0         |
| 2017                  | Thespakusatsu Gunma   | J2 League             | 35           | 0            | 1                     | 0                     | -             | -             | 36        | 0         |
| Tổng                  | Tổng                  | Tổng                  | 163          | 3            | 9                     | 0                     | 3             | 0             | 175       | 3         |